# Visconte Astor

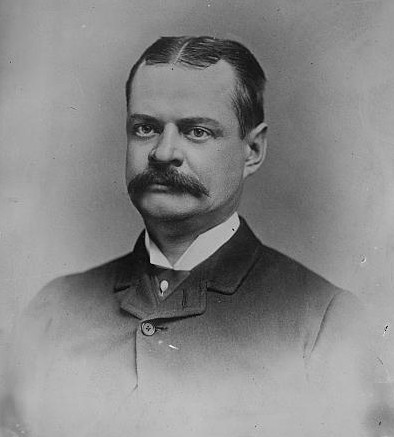
William Astor,
I Visconte Astor.

Il visconte Astor, di Hever Castle nella contea del Kent, è un titolo della parìa del Regno Unito.

## Storia
Fu creato nel 1917 per il finanziere e statista William Waldorf Astor, il quale era già stato creato "barone Astor", di Hever Castle nella contea del Kent, nel 1916, anche questo titolo nella parìa del Regno Unito. Suo figlio maggiore, il secondo visconte, fu il marito di Nancy Astor, la prima donna a sedere nella House of Commons. Al 2013 i titoli sono detenuti dal nipote, il quarto visconte, che è succeduto a suo padre nel 1966 e, dopo l'approvazione del House of Lords Act 1999, è uno dei novantadue pari ereditari eletti rimasti nella House of Lords, dove appartiene ai Conservatori.
John Jacob Astor, I barone Astor di Hever, fu il secondo figlio maschio del primo visconte. Questo titolo di pari (creato nel 1956) fu una creazione separata da non confondere con il titolo sussidiario del visconte. David Astor, Michael Astor e Jakie Astor, figli minori del secondo visconte, acquisirono tutti rilievo nella vita pubblica. La sede di famiglia è Ginge Manor, nei pressi di Wantage, nell'Oxfordshire.

## Visconti Astor (1917)
- William Astor, I visconte Astor (1848–1919)
- Waldorf Astor, II visconte Astor (1879–1952)
- William Astor, III visconte Astor (1907–1966)
- William Astor, IV visconte Astor (b. 1951)

L'erede legittimo è il maggiore dei figli maschi dell'attuale detentore, William Waldorf Astor (nato nel 1979) e dopo di lui suo figlio, William Waldorf Astor (nato nel 2012).